# The Invasion of Johnson County
The Invasion of Johnson County es un telefilme estadounidense de wéstern de 1976, dirigido por Jerry Jameson, escrito por Nicholas E. Baehr, musicalizado por Pete Carpenter y Mike Post, en la fotografía estuvo Rexford L. Metz, los protagonistas son Bill Bixby, Bo Hopkins y John Hillerman, entre otros. Este largometraje fue realizado por Public Art Films, Roy Huggins Productions y Universal Television; se estrenó el 31 de julio de 1976.

## Sinopsis
Un hombre de Boston de espíritu libre acaba de arribar al oeste, se une a un displicente vaquero de Wyoming, ellos quieren impedir que un magnate de la tierra le saque a unos pequeños ganaderos sus propiedades.